# Juan Colón
Juan Colón (Mao, República Dominicana; 18 de diciembre de 1948) es un saxofonista, compositor y arreglista dominicano.

## Biografía
Hijo del también músico Daniel Colón y Dolores Rodríguez, comenzó sus estudios de música a temprana edad y a los 8 años ya formaba parte de la banda de música en su ciudad natal. 
A los 13 años, mientras asistía a una presentación de la «Orquesta José Reyes» de Papa Molina, quedó impresionado con el saxofonista  Tavito Vásquez y esto lo hizo decidirse por el saxofón como instrumento. 
A los diecisiete años emigró a Santo Domingo y a mediados de los sesenta trabajó con la orquesta de Rafael Solano. Por esa época entró en contacto con otros estilos musicales como el jazz, el bossa nova y el blues. 
Formó parte de la orquesta 440 de Juan Luis Guerra.
En 1998 grabó un compacto titulado "Con el alma de Tavito" , en homenaje póstumo al célebre saxofonista dominicano. Esta producción, cuyos arreglos para cuatro saxofones constituyen toda una innovación con respecto a trabajos similares realizados en el pasado, fue incluido en la lista de "Los 100 álbumes esenciales de la música Dominicana" que publicó la Asociación de Cronistas de Arte (Acroarte) en julio de 2013.
En el año 2004, editó "Nuestro Merengue", producción compuesta por diez temas imbuidos por armonías de jazz. 
En junio de 2010 fue estrenada en el «Pregones Theatre» del Bronx, New York, su composición "The Parsley Massacre" (La masacre del perejil). Esta obra, interpretada por MMG Orquestra, se inspiró en la masacre de haitianos ordenada en 1937 por Rafael Leónidas Trujillo Molina.
En el 2014 publicó el libro "Vivencias de un Músico".
Actualmente reside en la ciudad de Nueva York y es el director del grupo «Jazz Latino».

## Discografía
- 1998, Con el alma de Tavito.
- 2004, Nuestro Merengue.